# Beerokrata
Beerokrata je naziv za kućne pivare sa Pala koji sa proizvodnjom zanatskog piva krenuli 2016. godine. 

## Porijeklo naziva
Naziv "Beerokrata" predstavlja svojevrsnu igru riječi. Nastala je kao spoj dva termina "beer" i "kratos", što bi u slobodnom prevodu moglo značiti vladavina piva. Osnivači "Beerokrate" su Igor Marković i Pero Ćeklić.

## Učešće na festivalima
Beerokrata je učestvovao na više festivala i druženja pivara u BiH. U prethodnih nekoliko godina učestvovali su na:
- 1. Mini festival domaćeg piva (Istočno Sarajevo, avgust 2016. godine)
- 2. Drugi mini festival zanatskog piva (Istočno Sarajevu, decembar 2016. godine)[1]
- 3. Treći festival zanatskog piva Kištra (Istočno Sarajevo, avgust, 2017. godine)[2]
- 4. Zimski sajam zanatskog piva (Istočno Sarajevo, decembar 2017. godine)[3]
- 5. Platan Craft fest (Trebinje, jun 2018. godine)[4]
- 6. Peti festival zanatskog piva Kištra (Istočno Sarajevo, avugst 2018. godine)[5]
- 7. Šesti festival zanatskog piva Kištra (Istočno Sarajevo, decembar, 2018. godine)[6]